# Cuerpos de Defensa Rurales
Cuerpos de Defensa Rurales - "landsbygdens försvarskårer" är en frivillig milisorganisation organiserad av ejidos - de lokala jordbrukssamfälligheterna i Mexiko.

## Bildande
Landsbygdens försvarskårer bildades som lokala självförsvarsorganisationer under Mexikos revolutionära agrarreformperiod, för att skydda småbönder mot storgodsägarnas privatarméer. Dessa organisationer organiserades formellt som landsbygdens försvarskårer 1926 och ställdes under arméns överinseende. Bönderna beväpnades av den federala regeringen och till 1955 var medlemskap i försvarskårerna begränsade till bönder som tillhörde ejidos. Därefter har medlemskapet varit öppen även för andra bönder och för arbetare. Alla försvarskårer tillhör dock fortfarande en ejido.

## Storlek
Försvarskårerna hade på 1970-talet omkring 120 000 medlemmar, men började avvecklas på 1990-talet och 1996 hade de 14 000 medlemmar. Medlemmarna, som måste vara i åldern 18-50 år, förpliktar sig för en tjänstetid om tre år åt gången. Kårerna är inte uniformerade och erhåller inte lön. De är beväpnade med gevär av äldre modell. Viss grundutbildning ges av de lokala arméförbanden.

## Förband
Idag finns det 26 aktiva försvarskårer, 13 infanterikårer och 13 kavallerikårer.

## Grader
| Grad               | Befattning                                  |
| ------------------ | ------------------------------------------- |
| Comandante         | kårchef                                     |
| Segundo Comandante | ställföreträdande kårchef                   |
| Rural de 1/a       | ställföreträdande kompanichef/skvadronschef |
| Rural de 2/a       | plutonchef                                  |
| Rural de 3/a       | gruppchef                                   |
| Rural de 4/a       | ställföreträdande gruppchef                 |
| Rural Raso         | menig milisman                              |

Ställföreträdande kompanichef/skvadronschef och lägre chefer väljs av sina förbandskamrater. Kårchefen och hans ställföreträdare däremot väljs av medlemmarna i jordbrukssamfälligheten -  ejido.

### Fotnoter
1. ↑  ”Arkiverade kopian”. Arkiverad från originalet den 21 december 2010. https://web.archive.org/web/20101221093914/http://www.sedena.gob.mx/leytrans/petic/2006/marzo/13032006b.html. Läst 7 mars 2010. 2010-03-07
2. ↑  INSTRUCTIVO PARA LA ORGANIZACIÓN, FUNCIONAMIENTO Y
EMPLEO DE LOS CUERPOS DE DEFENSA RURALES ”Arkiverade kopian”. Arkiverad från originalet den 20 juni 2009. https://web.archive.org/web/20090620024451/http://www.sedena.gob.mx/pdf/otros/instruc_org_fun_empl_cpos_def_rur.pdf. Läst 7 mars 2010. 2010-03-07
3. 1 2  Ibidem
4. ↑  http://rurales-mexicanos.blogdiario.com/ Arkiverad 4 mars 2010 hämtat från the Wayback Machine. 2010-03-07